# Valeria di Milano
Santa Valeria di Milano (Milano, 3 maggio II secolo – Milano, 7 ottobre III secolo) fu la moglie di Edoardo e madre dei santi Gervasio e Protasio, venerata come santa e martire dalla Chiesa cattolica.

## Biografia

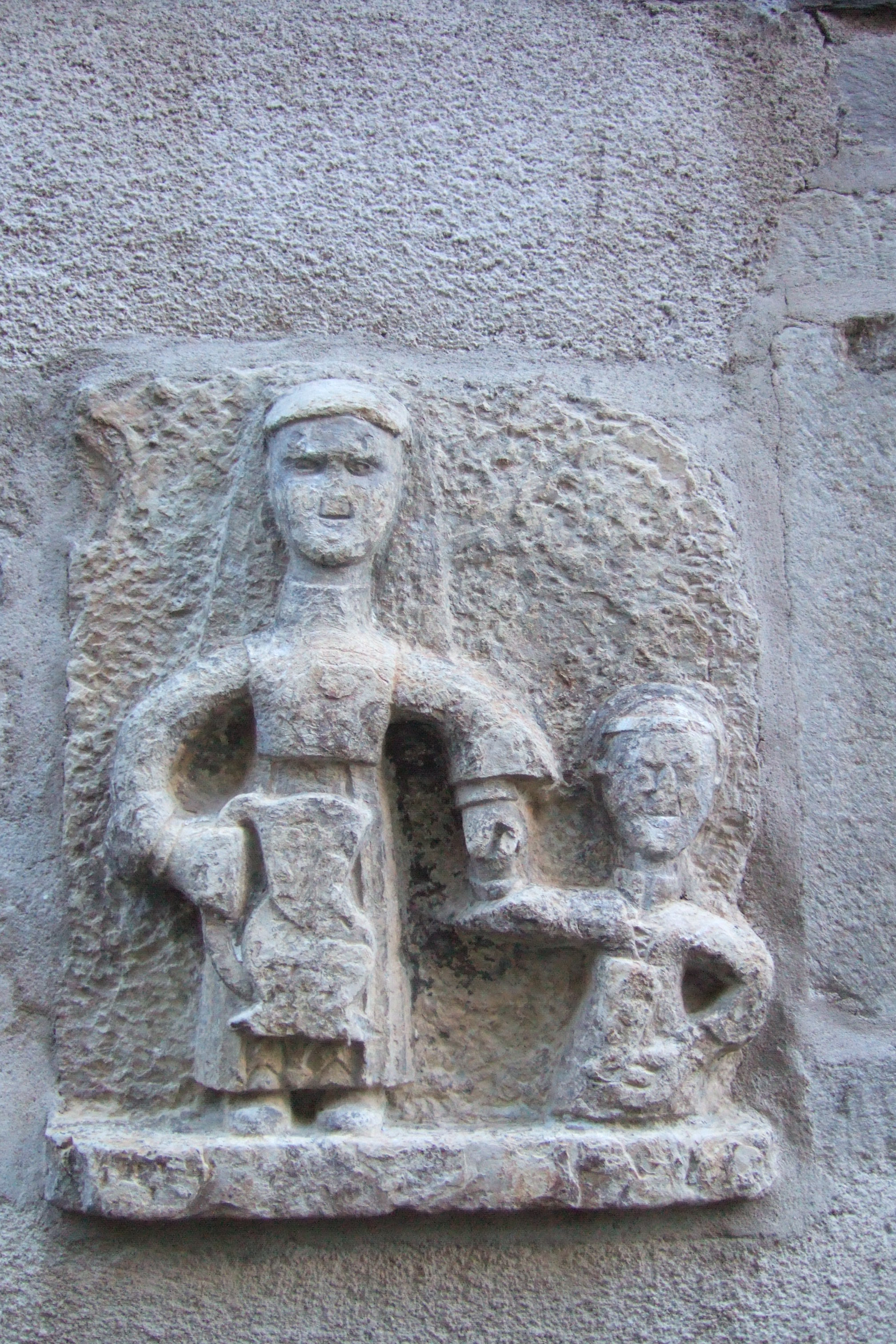
Santa Valeria e uno dei figli portano una brocca d'acqua a San Vitale, Rue Saint Vital, Sauveterre-de-Rouergue, Francia

Di origine milanese le fonti storiche fanno risalire la nascita intorno al III secolo. Il marito, Vitale, ufficiale dell'esercito, venne ucciso e martirizzato nella città di Ravenna. Valeria, durante il viaggio di rientro a Milano con la salma del marito, venne catturata da una banda di briganti pagani. Obbligata ad adorare il loro dio, abiurando il dio cristiano, si rifiutò, venendo per questo percossa a morte.

## Culto
La Chiesa cattolica la commemora il 28 aprile.
Santa Valeria è patrona di Seregno.